# 坂垣怜次
坂垣 怜次（さかがき れいじ、1995年5月16日 - ）は、日本の俳優。埼玉県出身。スペースクラフト所属。

## 人物
- 趣味・特技はダンス、ピアノ、バスケットボール、殺陣、書道[1]。
- ゲーム、お笑い、サバゲーが好き[2]。
- 東洋大学経済学部経済学科卒業[3]。
- 新感覚アーティストグループ「TFG」メンバー。メンバーカラーはオレンジ、担当フレグランスはオリエンタルノート。[4]

## 出演

### 舞台
- ちっちゃな英雄（2015年6月27日 - 9月30日、サンリオピューロランド内 1階フェアリーランドシアター） - Team Dream ジェラルド 役[5][6][7]
- みんなで！ドルフェス2015（2015年10月14日 - 15日、TSUTAYA O-EAST） - ねずみ男子 ジェラルド役[8]
- 舞台「カードファイト!! ヴァンガード」シリーズ - 新城テツ 役
  - 〜バーチャル・ステージ〜（2016年1月5日 - 11日、AiiA 2.5 Theater Tokyo）[9]
  - 〜バーチャル・ステージ〜リンクジョーカー編（2017年4月1日 - 9日、AiiA 2.5 Theater Tokyo）[10]
- 大阪松竹座6月特別公演『七変化 ねずみ小僧捕物帳』（2016年6月1日 - 19日、大阪松竹座）[11]
- 劇団子供鉅人 チャンバラ音楽劇「幕末スープレックス」（2016年9月17日 - 25日、東京芸術劇場 シアターイースト） - 弥一郎 役[12][13]
- ミュージカル『テニスの王子様』3rdシーズン（2016年 - 2020年） - 天根ヒカル 役[14]
  - 青学vs六角（2016年12月22日 - 2017年2月12日、TOKYO DOME CITY HALL 他）[15]
  - Dream Live 2017（2017年5月26日 - 28日、横浜アリーナ）[16]
  - 青学vs立海（2017年7月14日 - 10月1日、TOKYO DOME CITY HALL 他）[17]
  - TEAM Party SEIGAKU・ROKKAKU（2017年10月26日 - 11月5日、京都劇場 他）[18]
  - Dream Live 2018（2018年5月5日 - 20日、神戸ワールド記念ホール 他）[19]
  - 秋の大運動会2019（2019年10月8日、横浜アリーナ）[20]
- ひらがな男子（2018年7月20日 - 29日、AiiA 2.5 Theater Tokyo） - え 役[21]
- SOLID STAR プロデュース vol.16「熱血硬派くにおくん 乱闘演舞編」（2018年11月21日 - 25日、全労済ホール/スペース・ゼロ）- たいら 役[22]
- アイ★チュウ ザ・ステージ  - 赤羽根双海 役
  - 1st Fan Meeting（2018年12月29日、AiiA 2.5 Theater Tokyo）[23]
  - 〜Rose Écarlate〜（2019年4月21日 - 5月12日、シアター1010 他）[23]
  - Live!!! アイ★チュウ ザ・ステージ～Planète et Fleurs～（2019年7月27日、調布市グリーンホール）[24]
  - ～Rose Écarlate deux～（2019年10月10日 - 15日、シアター1010）[25]
  - 〜Après la pluie〜（2020年10月16日 - 25日、シアター1010 他）[26]
  - Live!!!!アイ★チュウ ザ・ステージ～Éclat des fleurs～（2023年2月18日 - 19日、新宿文化センター 大ホール）[27]
  - 舞台アイ★チュウ 2ndファンミーティング（2025年3月20日、一ツ橋ホール）[28]
  - 〜Persona / Bal masque〜（2025年8月20日 - 24日〈予定〉、ところざわサクラタウン）[29]
- 機動戦士ガンダム00-破壊による再生-Re:Build（2019年2月15日 - 24日、日本青年館ホール 他） - ヨハン・トリニティ 役[30][31]
- 朗読公演 こんなはなし。〜星新一のはなし〜 （2019年8月3日 - 4日、北沢タウンホール）[32]
- 舞台×ゲーム連動企画『SHINOBI NOW!!』（2020年1月29日 - 2月2日、IMAホール） - 出浦豪 役[33]
- 人狼系アドリブ推理バトル レジスタンスイレブン～未知なる敵からの卒業～（2021年3月12日 - 16日、R'sアートコート）[34]
- This is 大奥（2021年4月22日 - 25日、ヒューリックホール東京） - ショウゴ 役[35]
- 舞台「信長の野望・大志 ~最終章~ 群雄割拠 関ヶ原」（2021年7月23日 - 25日、かめありリリオホール） - 石川数正 役[36]
- FREE(S)絆プロジェクト 舞台「Letter2021-絆KIZUNA-」（2021年8月17日 - 22日、ザ・ポケット） - 谷山利雄 役[37]
- ミュージカル「忍たま乱太郎」 - 七松小平太 役
  - 第12弾「まさかの共闘！？大作戦！！」（2021年10月9日 - 31日、東京ドームシティ シアターGロッソ 他）[38]
  - 第12弾 ｢忍術学園学園祭2021｣（2021年12月3日 - 23日、あましんアルカイックホール 他）[39]
  - 第12弾再演「まさかの共闘！？大作戦！！」（2022年10月8日 - 23日、東京ドームシティ シアターGロッソ）[40]
  - 第13弾「～ようこそ！忍たま文化祭！～」（2023年4月7日- 23日、東京ドームシティ シアターGロッソ）[41]
  - 六年生単独ライブ Zepp Yokohama 夏の陣（2023年7月31日、KT Zepp Yokohama）[42]
  - 第13弾再演「～ようこそ！忍たま文化祭！～」（2023年9月29日- 10月22日、東京ドームシティ シアターGロッソ 他）[43]
  - 第13弾「忍術学園 学園祭2023」（2023年12月8日 - 17日、TACHIKAWA STAGE GARDEN 他）[44]
  - 第14弾「五年生！対六年生！〜お宝を探し出せ！！〜」（2024年5月17日-6月2日、東京ドームシティ　シアターGロッソ他）[45]
  - 第15弾「走れ四年生！戦え六年生！ 〜閻魔岳を駆け抜けろ〜」（2025年5月23日 - 6月14日、東京ドームシティ シアターGロッソ 他）[46]
- Reading Drama『5 years after』ver.8（2022年2月1日 - 3日、赤坂RED/THEATER）[47]
- 舞台「晴れときどき、わかば荘 あらあら」（2022年6月10日 -20日、草月ホール）- 堤川真一 役
- ミュージカル『モンブラン〜黄昏のROUTE69〜』（2022年7月8日 - 10日、CBGKシブゲキ！！）- 片岡夏目 役[48]
- 舞台「忍たま乱太郎」〜あかるく、たのしく、ゆかい！の段〜（2022年11月3日 - 6日、あうるすぽっと）- 七松小平太 役
- EXE.ROCK Entertainment Vol.1　舞台『ワスルカ』（2022年11月30日 - 12月4日、中野テアトルBONBON）- 河上清和 役
- 舞台「Go Forward！」（2023年6月16日 - 22日、かめありリリオホール）- シナリ・タタフ 役
- 一騎討ち Project 舞台「蝉灯す」（2023年8月23日 - 29日、草月ホール）- 太田達也 役[49]
- ザ・フィクション ～役者が創る夢芝居～ vol.8（2024年9月7日、大塚ドリームシアター）[50]
- 朗読劇『文豪LETTERS』（2024年9月13日、北とぴあ　ドームホール）[51]

### イベント
- ミュージカル『テニスの王子様』TSCPP vol.11（2016年11月1日、品川プリンスホテル ステラボール）[52]
- ミュージカル『テニスの王子様』3rdシーズン Thank-you Festival 2020（2020年2月27日、カルッツかわさき ホール）[53][54]
- REIZI 26TH BIRTHDAY EVENT 2021（2021年5月16日、銀座ファゼンダ）[55]
- REIZI 27TH BIRTHDAY EVENT 2022（2022年5月21日、銀座ファゼンダ）
- 超体験ＮＨＫフェス『 みんなで超体験！ これがミュージカル「忍たま乱太郎」の世界だ！』（2023年20日、新宿住友ビル　三角広場）[56]
- REIZI 28TH BIRTHDAY EVENT 2023（2023年5月20日、銀座ファゼンダ）
- EXE.ROCK.Entertainment Vol.1 舞台『ワスルカ』 ファン感謝トークイベント（2023年7月1日、大塚ドリームシアター）
- 第3回 忍ミュ講座（2023年12月27日、NHKカルチャー青山教室）[57]
- れじ王vol.1（2024年2月11日、音部屋スクエア）
- 俺が初めてスパイだと疑われた日　Ep.04（2024年3月2日、日本橋PACMAN）
- REIZI 29TH BIRTHDAY EVENT 2024（2024年6月30日、ブルースクエア四谷）
- れじ王vol.2（2024年12月14日、MUSE HALL）
- れじ王vol.3～舞台デビュー10周年記念&バースデーイベントin大阪（2025年6月16日、梅田BLOCK）
- れじ王vol.3～舞台デビュー10周年記念&バースデーイベントin東京（2025年7月5日、ブルースクエア四谷）

### テレビ
- カルチュラサークル（2015年1月31日放送、フジテレビ）[58]
- 一夜づけ（2017年3月22日放送、テレビ東京）[59]

### CM
- NTTドコモ　U15はじめてスマホプラン「あんしんのスマホデビュー」篇 - ナレーション[60]
- シスメックス株式会社 「血液検査から、つぎの医療を考える。 ードラキュラとの出会い篇ー」 - ドラキュラさん 役[61]
- シスメックス株式会社 「血液検査から、つぎの医療を考える。 ードラキュラとの空港篇ー」 - ドラキュラさん 役
- シスメックス株式会社 「血液検査から、つぎの医療を考える。 ードラキュラとの公園篇ー」 - ドラキュラさん 役